# Sam Kelly
Sam Kelly; nacido como Roger Michael Kelly; (19 de diciembre de 1943 - 14 de junio de 2014) fue un actor inglés, que apareció en el cine, la televisión, la radio y el teatro. Es más conocido por sus papeles de capitán Hans Geering en Allo, Allo y como Ted Liversidge en Barbara.

## Carrera
En 1975 tuvo un papel secundario en "Carry On Behind" en el papel de un proyeccionista y estudiante de arqueología.
Tuvo papeles en comedias como Porridge interpretando a Bunny Warren, 'Allo 'Allo! como el capitán Hans Geering, dejando después la serie, (algo que más tarde dijo que lamentaba haber hecho), y pasó a On the Up como chofer de Dennis Waterman y We'll Think of Something como Les Brooks. De 1995 a 2003, interpretó al marido de Barbara Ted en la comedia británica Barbara.
Interpretó a Bernard en Holding On (1997) y Carl Langbehn en el drama de televisión de cinco partes Christabel (1988). Apareció en los Midsomer Murders: Down Among the Dead Men como Jack Fothergill.

## Muerte
Kelly volvió como el mago en Wicked, el 18 de noviembre de 2013. Se informó en enero de 2014, de que Kelly había salido temporalmente de la producción debido a una mala salud, y que su reemplazo del 17 de febrero de 2014, sería Martyn Ellis.
Kelly fue internado en un hospicio el 13 de junio de 2014 y murió a la mañana siguiente, tenía 70 años.